# Ritratto di Bartolomeo Panciatichi
Ritratto di Bartolomeo Panciatichi è un dipinto a olio su tavola (104x85 cm) realizzato nel 1540 circa dal pittore italiano Bronzino. È conservato nella Galleria degli Uffizi di Firenze.

## Descrizione e stile
L'uomo ritratto è Bartolomeo Panciatichi uno scrittore e diplomatico fiorentino.